# Ancienne synagogue d'Ulm (1873-1938)

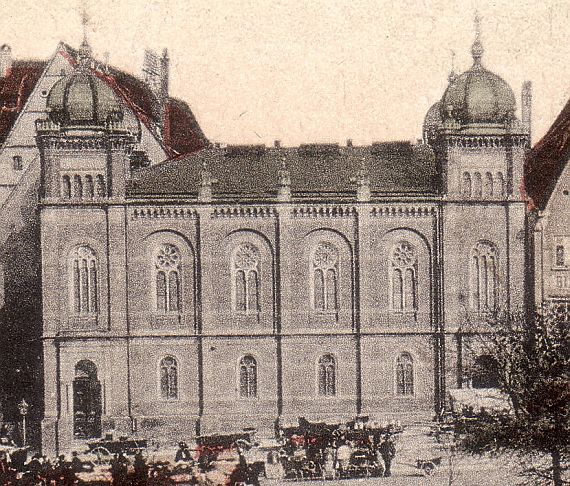
La synagogue au début du XXe siècle

La ville d'Ulm, située dans le Land de Bade-Wurtemberg, a connu une communauté juive florissante au Moyen Âge, avant que celle-ci soit expulsée. La communauté moderne date du XIXe siècle et a été annihilée par les nazis lors la Shoah.
La synagogue a été inaugurée en 1873, et après avoir été légèrement endommagée par un incendie déclenché par les nazis lors de la nuit de Cristal du 9 au 10 novembre 1938, elle est rasée sur ordre du maire d'Ulm fin 1938-début 1939. 

## Histoire de la communauté juive

### Au Moyen Âge
La première mention de l'existence de Juifs à Ulm se trouve dans le cahier des taxes impériales de 1241, dans laquelle les habitants juifs d'Ulm sont enregistrés avec une faible montant d'impôt de six marks, comparé aux 30 marks payés par la communauté juive d'Esslingen et aux 150 marks payés par celle de Worms. Quelques années auparavant, vers 1236-1238, un marchand juif d'Ulm, Yosef bar Moshe, a donné à Wurtzbourg une Bible magnifiquement décorée, qui est de nos jours conservée à la bibliothèque Ambrosienne de Milan sous le nom de Bible ambrosienne. La plus ancienne pierre tombale juive d'Ulm date de l'année 1243 et le cimetière juif est mentionné la première fois en 1281. La communauté grandit durant la seconde moitié du XIIIe siècle, et au XIVe siècle, Ulm devient un centre religieux pour les Juifs des environs. 
Le 30 janvier 1349, lors des pogroms pendant l'épidémie de peste noire, la communauté juive est massacrée. Dans la seconde moitié du XIVe siècle, des Juifs se réinstallent en ville et créent une nouvelle communauté. À la fin du XIVe siècle, les Juifs d'Ulm occupent une place importante dans la vie économique de la ville. Un  Juif Jäcklin est le plus grand bailleur de fonds de la ville et finance les acquisitions territoriales de la ville et probablement aussi en 1377, le début de la construction de la cathédrale d'Ulm.
L'influence économique des Juifs baisse progressivement après l'avènement du roi Venceslas en 1378. Ils sont soumis à de nombreuses taxes, et subissent de plus en plus de contraintes dans l'exercice de leur fonction. En 1394, la guilde des orfèvres d'Ulm interdit aux Juifs le commerce de l'or et de l'argent. Les Juifs n'ont plus le droit d'employer des ouvriers chrétiens. En 1421, ils se voient interdire le commerce alimentaire et en 1425, celui de la laine et du coton. En 1478, l'impôt exigé des Juifs triple et passe de deux à six florins. 
En 1493, la ville impériale demande à l'empereur d'expulser les Juifs de la ville. Leur expulsion a lieu six ans plus tard en 1499. Cette interdiction de séjourner en ville sera maintes fois renouvelée, entre autres en 1541, 1561 et 1571.

### AuxXIXeetXXesièclesavant le nazisme
Ce n'est qu'au XIXe siècle que se recrée une communauté juive. En 1806, Heinrich Röder (anciennement Harburger), originaire de Munich, s'installe en ville, suivi en 1815 par Seligmann Guggenheim d'Hechingen. En 1823, 13 Juifs habitent à Ulm. Ils seront 12 en 1831; 19 en 1843 et 57 en 1854. Les Juifs d'Ulm dépendent de la communauté juive de Laupheim, ville distante de 22 km, jusqu'en 1856, date à laquelle, ils peuvent former leur propre communauté. 
« Quand on voit une maison de prière communautaire, une école et plus précisément une école religieuse, un cimetière, disponibles dès à présent pour la communauté locale, qui aurait pu le croire! Il y a encore 50 ans, à Ulm, une ville impériale, comme dans de nombreuses autres de ses consœurs, aucun Israélite ne vivait alors dans ses murs. Depuis 1805, grâce à l'esprit éveillé de l'humanité, 20 familles ont établi ici leur domicile. Parmi eux quelques fabricants, quelques commerçants, quelques grossistes, un joaillier. Un est un médecin très respecté, un autre un avocat et notaire populaire.  En 1806, bénéficiant d'une très haute protection, un Juif est accueilli au sein de la communauté civile, et en 1815 un second le sera. Ces familles forment la base de la communauté juive.  »
Dès la moitié du XIXe siècle, le nombre d'habitants juifs à Ulm progresse rapidement. En 1858, on compte déjà 230 habitants juifs; en 1861 on atteint 327, en 1867 394; en 1871 on a 555 juifs correspondant à 2,1 % des 26 290 habitants d'Ulm; en 1875 692 habitants juifs. Le nombre maximum est atteint en 1880 avec 694 Juifs soit 2,1 % des 32 773 habitants d'Ulm. À partir de cette date, le nombre d'habitants juifs se stabilise puis va décroître lentement: 667 en 1885; 664 en 1890 soit 1,8 % de 36 191 habitants; 643 en 1895; 609 en 1900 soit 1,7 % de 42 982 habitants; 613 en 1905; 588 soit 1,0 % de 56 109 habitants en 1910.
La communauté possède une synagogue, une école juive initialement une école religieuse, puis école primaire pendant la période nazie et un cimetière juif. Un enseignant est initialement engagé qui occupe en même temps le poste de Hazzan (chantre), de Shohet (abatteur rituel) et d'officiant. Le premier enseignant est Simon Einstein de Laupheim qui est nommé en 1845 administrateur-chantre de l'Israelitischen Oberkirchenbehörde d'Ulm. À partir de 1889, Ulm devient le siège d'un rabbinat avec successivement comme rabbin le Dr Seligmann Fried qui exerce jusqu'en 1906, auquel succède de 1906 à 1915 Jesajas Straßburger, puis de 1916 à 1927 le Dr Ferdinand Straßburger, et de 1928 à 1939, le DrJulius Cohn, dernier rabbin d'Ulm avant la Seconde Guerre mondiale.  
Lors de la Première Guerre mondiale, la communauté juive perd 20 de ses membres, tués au front. 
D'après le recensement de 1925, la communauté compte en 1924, 565 personnes, soit 1% de la population totale de 57 427 habitants d'Ulm,. Ses présidents sont les avocats Benno Gump et Dr Hirsch II, MM. Moritz Nathan, Emil Mayer, Alfred Wolf et Julius Hilf; son administrateur Leopold Hirsch, le chantre et professeur de religion Abraham Adler. Celui-ci avec le rabbin Dr Straßburger, donnent des cours de religion à 85 élèves. 
La communauté est très active dans le domaine social. Elle possède plusieurs associations caritatives: la Israelitischer Männerverein (Association israélite des hommes) aussi dénommé la Israelitischer Wohltätigkeitsverein (Association de bienfaisance israélite), fondée en 1857, dont le but est l'aide aux personnes dans le besoin et l'aide à la recherche d'un emploi, avec en 1924, sous la direction de Jakob Guggenheim, 225 membres, et en 1932, sous la direction de Julius Strauß, 145 membres; la Israelitischer Frauenverein (Association israélite des femmes), fondée en 1847, dirigée de 1924 à 1932 par Sophie Levy, avec 198 membres, la Israelitischer Armenverein (Association israélite pour les pauvres) ou Israelitischer Wanderarmenverein (Association israélite pour les pauvres migrants), fondée en 1895, dont le but est l'aide et les soins aux migrants, avec en 1924, sous la direction du rabbin Dr Straßburger, 225 membres et en 1932, sous la direction du rabbin Dr Cohn, 170 membre; une Jüdischer Jugendbund (Organisation juive des jeunes) avec 25 membres en 1924 sous la direction d'Else Natanson ; la Israelitischer Leseverein (Club de lecture israélite), sous la direction en 1924 de l'avocat Moos avec 180 membres; une section locale de la Central-Verein deutscher Staatsbürger jüdischen Glaubens (Association centrale des citoyens allemands de confession juive) sous la direction aussi de l'avocat Moos, avec en 1924 176 membres; une section locale du Reichsbundes jüdischer Fronsoldaten (Organisation impériale des soldats juifs du front) dirigée en 1924 par le Dr Hirsch. Toutes les associations caritatives, fusionnent en 1924 pour former l'Örtliche Zentrale für jüdische Wohlfahrtspflege (Bureau central d’aide social juif).  
À la communauté juive d'Ulm sont rattachés les habitants juifs d’Heidenheim (27 personnes en 1924), d'Herrlingen et de Neu-Ulm (40 personnes en 1924). Quelques personnes juives vivent aussi dans d'autres communes  aux alentours d'Ulm, comme Söflingen, Wiblingen ou Gerstetten.
En 1935, le président de la communauté est toujours l’avocat Benno Gump. Le conseil a établi plusieurs comités: le comité des bâtiments dirigé par Emil Mayer ; le comité de la protection sociale dirigé par le rabbin, Dr Cohn ; le comité du cimetière. Durant l'année scolaire de 1931-1932, 74 enfants reçoivent un enseignement religieux.
Dès le début des années 1920, l'antisémitisme trouve de plus en plus d'adeptes à Ulm.

### La période nazie
En 1933, à l'arrivée au pouvoir des nazis, 516 Juifs vivent à Ulm, représentant à peine 0,83 % des 62 472 habitants de la ville. En raison du boycott économique, de la privation des droits civiques et de la répression de plus en plus brutale, Nombreux sont ceux qui quittent la ville ou émigrent à l'étranger. Le journal nazi Ulmer Sturm conduit une campagne de presse contre les citoyens juifs de la ville. Le directeur du Musée municipal, le professeur Dr Julius Baum, qui avait rendu des services exceptionnels pour la vie culturelle de la ville pendant les années de la République de Weimar, est relevé de son poste. La rue dénommée Albert Einstein depuis 1929, est rebaptisé Fichte-Straße. À Ulm, aucune trace ne doit rappeler le grand scientifique, dont le nom et la réputation sont vilipendés à chaque occasion.  
La municipalité pratique une politique d'expulsion active. Elle annule les contrats de locations et supprime les entreprises juives de la liste des fournisseurs de la ville. Au printemps 1936, environ 35 élèves juifs sont chassés de l'école publique. La communauté juive met alors en place sa propre école primaire. Les élèves exclus des écoles secondaires suivent les cours en internat à l'école juive de campagne d'Herrlingen, située à quelques kilomètres d'Ulm. 
En octobre 1938, 17 Juifs de citoyenneté polonaise sont déportés. Lors de la nuit de Cristal, du 9 au 10 novembre 1938, la synagogue est partiellement incendiée et de nombreux habitants juifs malmenés. 29 sont arrêtés et enfermés dans la prison de la police dans la Griesbadgasse avant d'être déportés à partir du 11 novembre dans le camp de concentration de Dachau. Julius Barth y décède en raison des mauvais traitements subis. 
Des 530 Juifs vivant à Ulm en 1933, 331 émigrent avant 1941, dont 169 vers les États-Unis, 55 vers la Palestine et 49 vers l'Angleterre. À partir de 1939, il n'y a plus de commerces juifs en ville. Le nombre d'habitants juifs passe au cours de l'année 1939 de 185 à 115 personnes réparties en 46 familles. Depuis l'été 1939, les Juifs doivent se regrouper dans quelques Judenhäuser (maisons des Juifs), situées au 3 Ensinger Straße, au 1 et 15 Neutorstraße, au 9 Schuhhausgasse, au 54 Beyerstraße et au Weinhof. La plupart d'entre eux, déportés au ghetto de Theresienstadt y trouveront la mort. 
Le mémorial de Yad Vashem de Jérusalem et le Gedenkbuch - Opfer der Verfolgung der Juden unter der nationalsozialistischen Gewaltherrschaft in Deutschland 1933-1945 (Livre commémoratif – Victimes des persécutions des Juifs sous la dictature nazie en Allemagne 1933-1945) répertorient 186 habitants nés, ou ayant vécu longtemps à Ulm parmi les victimes juives du nazisme.  
Après la guerre un camp de réfugiés situé près de la ville accueillera entre 1000 et 1200 Juifs survivant des camps. À Ulm, une petite communauté juive se reforme. 

## Histoire de la synagogue

### Au Moyen Âge
La synagogue de la communauté du Moyen Âge est située dans la Judenschulhof (cour de l'école des Juifs), qui se nomme encore de nos jours Judenhof (cour des Juifs). En plus la communauté possède un Mikve (bain rituel), une synagogue pour les femmes, une école juive et une maison de danse juive, détruite en 1349, qui se trouvait probablement à l'emplacement du bâtiment actuel 8 Judenhof.

### Les salles de prière
Au début du XIXe siècle, la population juive d'Ulm dépend de la communauté de Laupheim. Et ce n'est qu'en 1845, que les Juifs d'Ulm obtiennent l'autorisation de célébrer leurs offices en  ville. Une salle est alors louée à l'auberge zum Schwanen (aux cygnes) pour les offices et pour l'instruction religieuse.  . 
« Une salle assez spacieuse est utilisée comme synagogue. Celle-ci était jusqu'à présent réclamée en raison de l'accroissement de la communauté. Le service sera assuré par le chantre administrateur Einstein, qui donne aussi chaque jour des cours de religion aux enfants israélites d'âge scolaire, les garçons fréquentant par ailleurs l'école primaire de la ville ou le lycée et les filles les institutions scolaires féminines. 
Le rabbin de Laupheim, dont dépend Ulm comme communauté affiliée, doit tenir cinq ou six fois par an un sermon et une catéchèse et doit examiner et contrôler l'école dans les sujets religieux… »
En 1860, la communauté décide de se procurer un Sefer Torah (rouleau de Torah), mais faute de moyen décide d'en acheter un d'occasion:
« La communauté locale est à la recherche d'un rouleau de Torah correct, de taille moyenne, bien conservé, pour acheter et attend avec impatience les propositions. Le chantre Simon Einstein. »
En 1866, la ville d'Ulm, met à disposition de la communauté juive, des locaux de l'école pour la l'enseignement religieux et la salle de réunion de l'hôtel de ville pour les délibérations collégiales des leaders religieux juifs.

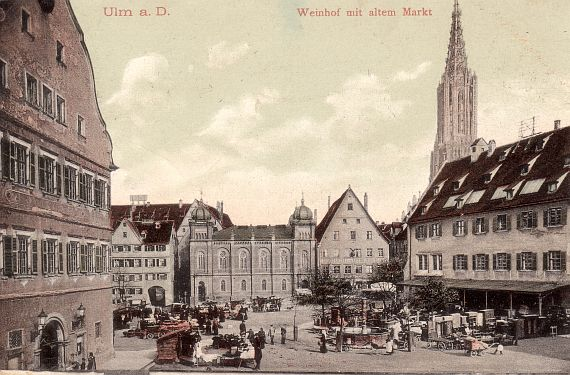
Le Weinhof avec au fond la synagogue

### La construction de la synagogue
En 1867, la communauté juive acquiert pour 32 752 florins à la succession du tanneur Eberhard Fromm, une grande maison avec dépendance située au nord du Weinhof, afin d'y faire construire une synagogue et son nouveau centre communautaire. 

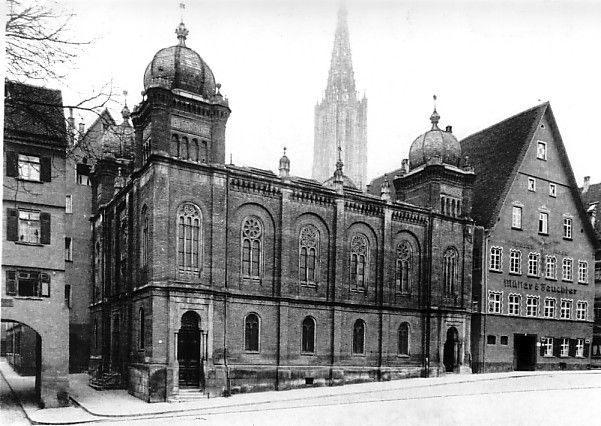
La synagogue au début du XXe siècle avant sa transformation

La communauté juive d'Ulm est en grande majorité de tendance réformée mais la construction d'une belle et grande synagogue va se heurter aux préjugés de la minorité orthodoxe. Les orthodoxes ne veulent pas d'une synagogue trop luxueuse et surtout de l'installation d'un orgue. Ils sont conscients que les juifs libéraux n'assistent aux offices que les jours de fête et que la synagogue sans leur présence restera vide les autres jours. Pour eux, une grande synagogue est un gaspillage d'argent et l'orgue pendant les offices est contraire à la Halakha (loi juive),,.
La décision de construire la synagogue va être retardée. En attendant, la communauté décide en 1868-1869 de convertir partiellement les dépendances à l'arrière de la maison Fromm  en école, appartement pour le chantre et centre communautaire. Le coût de la transformation se monte à 12 057 florins.
À l'époque la communauté compte moins de 100 membres imposables. Comme les discussions s'enlisent, le 27 septembre 1868, les membres favorables à la construction d'une synagogue écrivent une nouvelle lettre aux responsables de la communauté dans laquelle ils soulignent: « Les fêtes [de Tishri] qui viennent de se terminer ont montré à quel point notre lieu de prière était insuffisant, indigne et même insalubre.. ». Ils demandent de « prendre des mesures appropriées sans délai » et de commencer la construction de la synagogue.  
Pendant l'été 1869, le bâtiment principal de la propriété Fromm est démoli pour laisser la place à la construction de la synagogue. Les fidèles orthodoxes, soutenus par le magazine Der Israelit, se plaignent que les travaux se déroulent même le chabbat et les jours de fête juive.  
« Nous allons bientôt avoir une synagogue. Elle se trouve sur le Weinhof, et mesure 87' de long, 60' de large et 42' de hauteur sans les tours ni la coupole. Le coût total est estimé à 35 000 florins. Les plans ont été conçus par Dr Wolff, de Stuttgart, inspecteur de construction des chemins de fer, qui dirigera aussi les travaux. M. Wolff s'occupe également actuellement de la construction de la synagogue de Nuremberg. Comme on le sait, il est le constructeur de la synagogue de Stuttgart (après la mort de Breymann) .  »
La nouvelle synagogue construite par l'architecte et urbaniste Adolf Wolff est un bâtiment de style mauresque, aussi dénommé style byzantin strict en briques avec entrelacs délicats exécutés en pierre de taille. La salle de prière est cernée au premier étage par des galeries réservées aux femmes. Les fenêtres possèdent des vitraux colorés et murs et plafond sont recouverts de peintures polychromes. La synagogue est saluée dès son achèvement comme un chef-d'œuvre et comme l'un des plus beaux ornements de la ville d'Ulm. Le coût de la construction s'élève à 79 048 florins et le coût total, terrain et centre communautaire inclus à 123 857 florins. Cette somme est énorme pour la communauté qui a dû consentir à de grands sacrifices. La somme avait été auparavant recueillie dans un fonds pour la construction de la synagogue. En plus des dons, la vente des sièges rapporte 55 000 florins. La ville d'Ulm verse la somme de 2 000 florins à laquelle s'ajoute une redevance étatique de 2 566 florins soit 4 400 goldmarks approuvée en 1875. 
La synagogue est officiellement inaugurée le 12 et 13 septembre 1873, par un office spécial et un sermon du rabbin du district Abraham Wälder de Laupheim, sur la phrase gravée sur la porte d'entrée de la synagogue Ma maison sera appelée une maison de prière, pour tous tes peuples tirée du Livre d'Isaïe 56:7. De nombreux discours sont prononcés par les autorités civiles et religieuses, reportés de façon pompeuse par les journaux juifs de l'époque:  
« Après l'inauguration de notre nouvelle synagogue, la communauté a organisé le samedi 13 dans la soirée une fête à laquelle ont participé de nombreux notables de la ville. Parmi les nombreux discours admirables qui ont eu lieu, il est à noter celui du Dr Ebener, conseiller municipal, qui s'est exprimé au nom de ses collègues, et qui a souligné la gratitude et la reconnaissance de la ville et le sacrifice des fidèles qui ont réussi à produire un aussi magnifique bâtiment que la ville partage avec joie avec ses concitoyens israélites. Il a également indiqué que les israélites d'Ulm ne formaient aucunement un groupe spécial dans la vie de la société, mais au contraire se sentaient avant tout allemands, et dans la guerre comme dans la paix, ils ont participé dans toutes les affaires publiques comme dans le monde des affaires, pour le bien de la communauté comme membres d'un grand ensemble. 
Le Dr Ebener a certainement exprimé l'opinion générale de nos concitoyens chrétiens et nous considérons qu'un tel témoignage a de l'importance à un moment où de certains côtés, ne manquent pas les invectives quotidiennes à l'égard des Juifs. »
En septembre 1875, l'orgue construit par le facteur d'orgues Friedrich Goll (1839-1911) de Bissingen an der Teck, est installé. Il a coûté 4 855 florins. Il possède deux claviers et 26 registres. L'orgue est complètement révisé en 1911, mais en 1916, les tuyaux en étain doivent être livrés à l'état à des fins militaires. En 1920, ils sont remplacés par la manufacture d'orgues Link de Giengen an der Brenz. 

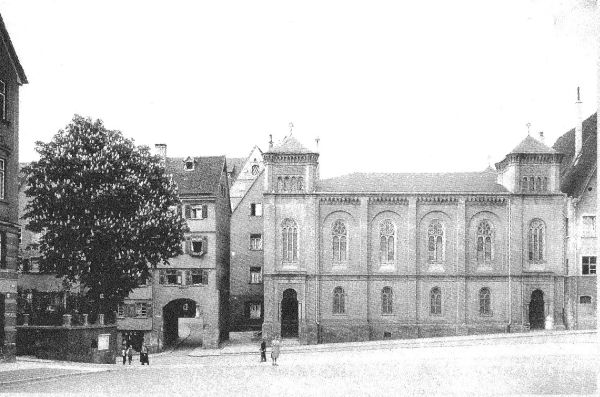
La synagogue après sa transformation

### La transformation de la synagogue
Dans les années 1920, l'orientalisme de la construction et plus particulièrement les dômes dorés brillants sont perçus par les Juifs et surtout par les non-juifs comme exotiques, étrangers. En 1927, les dirigeants de la communauté juive décident de modifier la synagogue pour l'adapter au caractère uniforme de la Weinhof. Il est proposé de supprimer les quatre dômes et de créer un toit en pente. Ce projet est tout d'abord refusé pour des raisons financières, de nombreux membres de la communauté ayant perdu beaucoup d'argent lors de l'hyperinflation des années 1923-1924.      
Mais l'année suivante, le toit de la synagogue se révèle si endommagé, qu'il pleut à l'intérieur du bâtiment. Une réparation est devenue inévitable. Une évaluation est demandée à l'architecte du gouvernement Guggenheimer de Stuttgart, d'origine juive, pour vérifier les possibilités de réparation du toit et de suppression des dômes. Se basant sur son rapport, la communauté juive décide de modifier la forme du toit, de supprimer les dômes situés sur les quatre tours d'angle et de les remplacer par un toit de forme pyramidale de même inclinaison que le toit principal. Pour ce changement structurel, la ville offre un prêt à taux réduit. La communauté en profite en août-septembre 1928, pour effectuer une rénovation complète de l'extérieur du bâtiment et d'agrandir les logements de fonction à l'arrière du bâtiment. 
Une nouvelle couverture en ardoise est déposée sur le toit restructuré. Les vasistas du toit sont supprimés ainsi que les ornements en pierre de la corniche. Le bâtiment reçoit une couche d'enduit de couleur grise. Les travaux sont terminés juste avant les grandes fêtes de Tishri de 1928.   

### La destruction de la synagogue par les nazis
Lors de la nuit de Cristal, du 9 au 10 novembre 1938, des hommes de la brigade 56 de la SA, rejoints par de nombreuses autres personnes en civil, pénètrent dans la synagogue, brise l'Arche Sainte et le grand lustre de cristal. Ils mettent le feu aux tapis situés devant l'arche et en différents endroits de la galerie. Mais en raison du risque de voir l'incendie se propager à l'entrepôt de peinture et vernis voisin, les pompiers décident d'éteindre l'incendie. À 5h20, le feu est éteint. Le bâtiment n'a subi que de faibles dommages.
Néanmoins, le maire d'Ulm, Friedrich Foerster, demande le 18 novembre 1938, au Landrat (président de l'arrondissement) d'Ulm, l'approbation pour la démolition de la synagogue. Les travaux de démolition débutent le 24 novembre 1938 et dureront jusqu'en mars 1939. Les travaux seront entièrement payés la communauté juive. Le projet de construction d'un bâtiment nazi sur le terrain de la synagogue ne se réalise pas. Un réservoir en béton est construit en 1944 pour combattre les incendies dus aux bombardements.     
En 1958, le terrain est utilisé pour la construction d'un bâtiment de la Sparkaße (caisse d'épargne) au 66 Neue Straße. Sur le côté du bâtiment faisant face au Weinhof, est apposée une plaque commémoratrice. En 1988 est érigé au Weinhof un mémorial pour l'ancienne synagogue et à la mémoire des Juifs d'Ulm victimes du nazisme. En 2011-2012, le bâtiment de la caisse d'épargne est démoli. 
En 2012, une nouvelle synagogue est construite sur un terrain voisin du Weinhof.